# Крутоярка (Вознесенський район)
Крутоя́рка — село в Україні, у Єланецькій селищній громаді Вознесенського району Миколаївської області. Населення становить 241 особу. До 2020 року орган місцевого самоврядування — Ясногородська сільська рада.

## Населення

### Мова
Розподіл населення за рідною мовою за даними перепису 2001 року:
| Мова            | Кількість | Відсоток |
| --------------- | --------- | -------- |
| українська      | 235       | 97.51%   |
| російська       | 4         | 1.65%    |
| румунська       | 1         | 0.42%    |
| інші/не вказали | 1         | 0.42%    |
| Усього          | 241       | 100%     |